# Sonda profilująca
Sonda profilująca - sonda oceanograficzna używana do pomiarów temperatury i zasolenia oceanu i innych własności fizycznych w głębi oceanu i na jego powierzchni.

## Sondy neutralnej gęstości

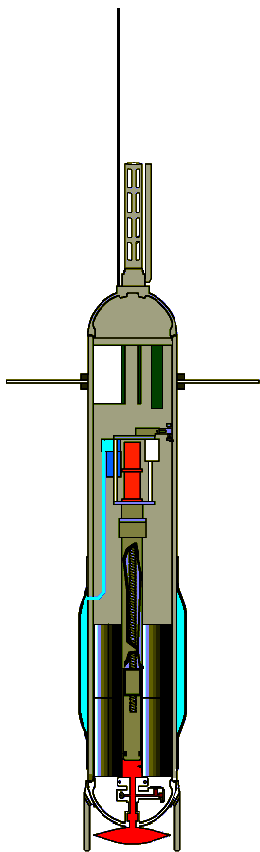
Ilustracja przekroju przez zmodyfikowana sondę ALACE używana w programie Argo. Antena i układy pomiarowe znajdują się w górnej części pływaka.

Sondy o neutralnej gestości są tak skonstruowane, że mogą zmieniać swoją wyporność poprzez zmianę swojej objętości przy stałej masie co zmienia ich gęstość.  Jest to dokonywane poprzez pompę wewnątrz sondy, która rozpycha gumowy pęcherz na zewnątrz sondy. Zwiększenie objętości sondy zmniejsza jej gęstość, co powoduje że jest ona mniejsza niż gęstość wody i sonda wypływa na powierzchnię.  Antena komunikacyjna znajduje się na górnej części sondy. Specjalne baterie dostarczają energię do pompy. Sonda ma okres życia około 4-5 lat. Sondy o prawie neutralnej gęstości (ang. Swallow float) zostały wynalezione przez Johna Swallow (1923-1994)  i pierwszy raz użyte w 1955 roku. W latach 1990,  na potrzeby eksperymentu World Ocean Circulation Experiment (WOCE) Russ Davis z Instytutu Oceanografii im. Scripps oraz Doug Webb skonstruowali specjalne sondy oparte na zasadzie neutralnej gestości nazwane ALACE (Autonomous LAgrangian Circulation Explorers), które po modyfikacjach, użyto w systemie Argo. Obecnie (2008) firma Webb Research Corporation produkuje sondy APEX, które są kontynuacją sond ALACE. Inne wersje produkowane są przez kanadyjską firmę Metocean oraz francuska firmę Martec. Sondy są dostarczane na miejsce ich wrzucenia do wody za pomocą statków lub rzadko za pomocą samolotów.  Pomiary temperatury i zasolenia dokonywane są m.in. za pomocą Seabird CTD.